# Onthophagus parviobscurior
Onthophagus parviobscurior é uma espécie de inseto do género Onthophagus, família Scarabaeidae, ordem Coleoptera.
Foi descrita cientificamente por Ochi, Kon & Tsubaki em 2009.